# 콘치타 부르스트
토마스 "톰" 노이비르트(독일어: Thomas "Tom" Neuwirth, 1988년 11월 6일 ~ )는 드래그 자아인 콘치타 부르스트(독일어: Conchita Wurst)로 잘 알려진 오스트리아의 가수다. 부르스트는 덴마크 코펜하겐에서 개최된 유로비전 송 콘테스트 2014에서 오스트리아 대표로 참가해 우승하였다. 부르스트로 활동할 때는 자신을 여성으로 언급한다.

## 음반

### 싱글
| 2011                                         | "Unbreakable"         | 32 | — | — | —  | — | —  | — | —  | — | —  | —  | 비앨범 싱글 |
| 2012                                         | "That's What I Am"    | 12 | — | — | —  | — | —  | — | —  | — | —  | —  | 비앨범 싱글 |
| 2014                                         | "Rise Like a Phoenix" | 1  | 5 | 8 | 19 | 6 | 10 | 3 | 27 | 2 | 17 | 10 | 비앨범 싱글 |
| "—"는 차트 미진입 또는 미출시 싱글을 나타냄. |                       |    |   |   |    |   |    |   |    |   |    |    |             |

## 같이 보기
- 베르카 세르두치카
- DQ (가수)
- 다나 인터내셔널